# ウォーターバック
ウォーターバック（Kobus ellipsiprymnus）は、哺乳綱ウシ目（偶蹄目）ウシ科ウォーターバック属に分類される偶蹄類。

## 分布
アンゴラ、ウガンダ、エチオピア、エリトリア、ガーナ、ガボン、カメルーン、ギニア、ギニアビサウ、ケニア、コートジボワール、コンゴ共和国、コンゴ民主共和国、ザンビア、シエラレオネ、ジンバブエ、スーダン、スワジランド、セネガル、ソマリア、タンザニア、チャド、中央アフリカ共和国、トーゴ、ナイジェリア、ナミビア、ニジェール、ブルキナファソ、ブルンジ、ベニン、ボツワナ、マラウイ、マリ共和国、南アフリカ共和国、モザンビーク、ルワンダ

## 形態
体長170-220センチメートル。尾長25-45センチメートル。肩高110-133センチメートル。体重150-270キログラム。全身は長く硬い体毛で被われる。頸部の体毛は鬣状に伸長し、背面中央部の体毛は後方に向かって生える。
全身の汗腺が発達し、油状の液を分泌することで毛が濡れるのを防いでいる。後肢基部内側（鼠蹊腺）に臭腺がない。
オスにのみ先端が前方に向かう三日月状に湾曲した角がある。
K. e. crawshayi
全身の毛衣は灰色で、尾や四肢下部の毛衣は黒い。眼の周囲に白い斑紋が入らない。臀部に白い斑紋が入るが、輪状にならない。耳介はやや長く、先端が尖る。角長68-79センチメートル。
K. e. defassa
全身の毛衣は赤褐色で、体毛の基部は灰白色。額の毛衣は赤褐色で、眼の周囲に白い斑紋が入る。臀部に白い斑紋が入るが、輪状にならない。四肢背面の毛衣は黒褐色から黒で、四肢腹面の毛衣は白い。耳介はやや長く、先端は尖る。角長74-83センチメートル。
K. e. ellipsiprymnus
全身の毛衣は灰褐色や黒褐色、灰黒色。臀部に白い輪状の斑紋が入る。角長50-100センチメートル。
K. e. unctuosus
全身の毛衣は黄褐色で、体毛の基部は白い。額の毛衣は暗褐色で、眼の周囲に白い斑紋が入らない。臀部に白い斑紋が入るが、輪状にならない。四肢の毛衣は暗褐色。耳介は短く、先端は丸みを帯びる。角長68-79センチメートル。

## 分類
13亜種に分かれる。亜種をK. e. defassaを基亜種とした独立種シンシンウォーターバックとして分割する説もあった。
- Kobus ellipsiprymnus ellipsiprymnus　(Ogilby, 1833)
- Kobus ellipsiprymnus crawshayi　(Sclater, 1893)
- Kobus ellipsiprymnus defassa　(Rüppell, 1835)
- Kobus ellipsiprymnus unctuosus　(Laurillard, 1841)　 - など

## 生態
河川や湖の周辺にあるサバンナ、森林などに生息する。オスは0.1-2.4平方キロメートルの縄張りを形成し定住するが、メスは0.3-6平方キロメートルの行動圏内を主に5-8頭で共有し移動しながら生活する。
食性は植物食で、主に草（ヨシ、イグサなど）を食べる。乾季になると水中に入り水生植物も食べる。
繁殖形態は胎生。繁殖期になるとオスは数頭のメスとハレムを形成する。妊娠期間は9か月。1回に1頭の幼獣を産む。
天敵はライオン、ヒョウ、チーター、ブチハイエナ、リカオン、ナイルワニなど。

## 保全状態評価
- K. e. defassa

NEAR THREATENED (IUCN Red List Ver. 3.1 (2001))
- K. e. ellipsiprymnus

LEAST CONCERN (IUCN Red List Ver. 3.1 (2001))